# Acta Zoologica
Acta Zoologica: Morphology and Evolution  är en fackgranskad internationell vetenskaplig tidskrift för forskning om djurens utveckling, uppbyggnad och funktion. Huvudredaktör är Lennart Olsson.
Tidskriften grundades 1920 under namnet Acta Zoologica med professor Nils Holmgren som redaktör och Karl Otto Bonnier som förläggare.
Den ges numera ut av Blackwell Publishing å Kungliga Vetenskapsakademiens och Videnskabernes Selskabs vägnar.
Tidskriftens impact factor 2014 var 1,258 enligt Thomson ISI.